# Triphosa decolor
Triphosa decolor là một loài bướm đêm trong họ Geometridae.